# پیتر اچ رینولدز

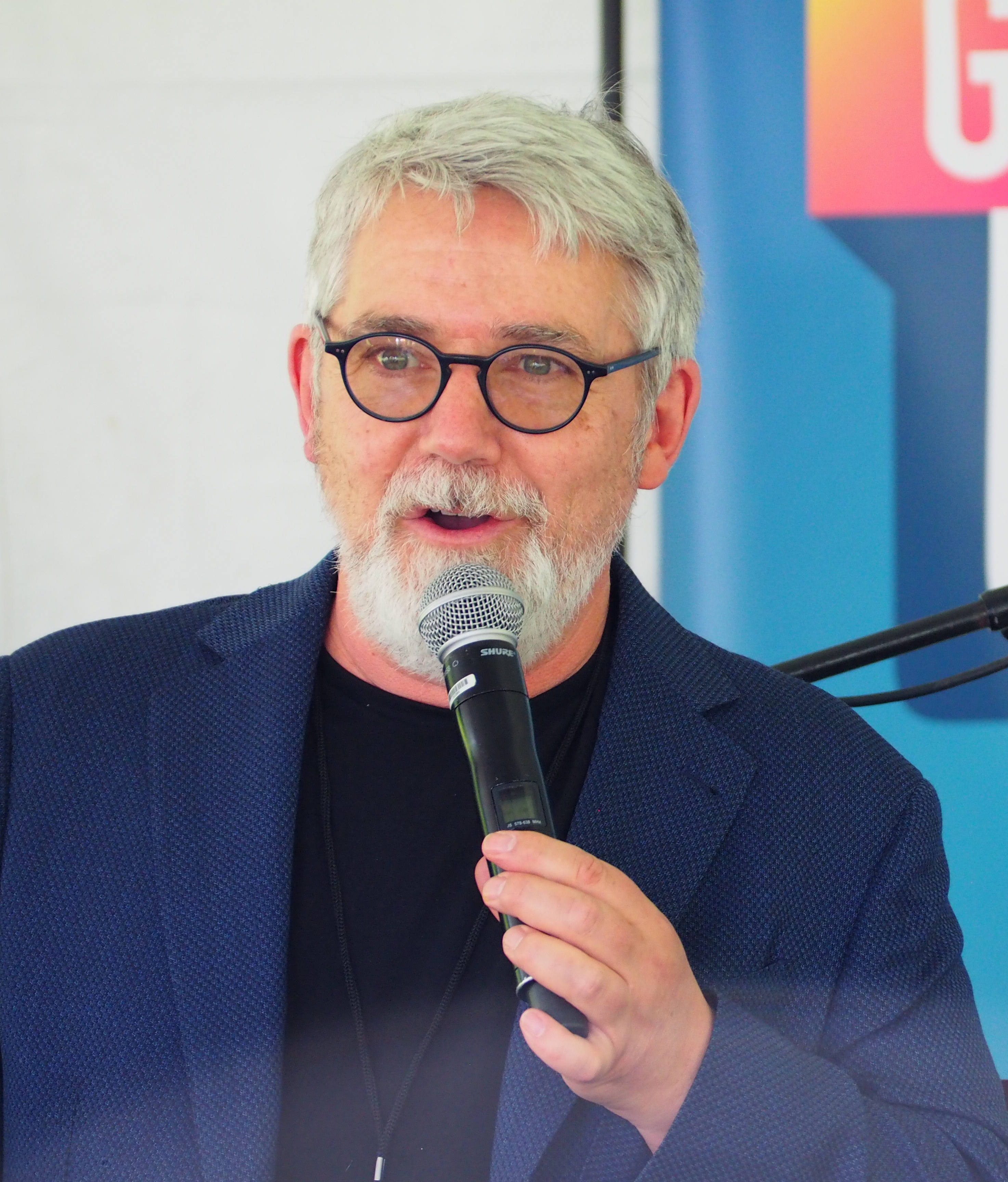
Peter Hamilton Reynolds

پیتر همیلتون رینولدز نویسنده و تصویرگر کانادایی کتاب های کودکان است و بنیانگذار شرکت رسانه آموزشی FableVision است.

## زندگی
رینولدز در سال ۱۹۶۱ در کانادا با برادر دوقلوی همسان خود، پل، به دنیا آمد که به عنوان نویسنده در چندین کتاب کودکان (Going Places، Full STEAM Ahead) همکاری می کند و همچنین به عنوان مدیر عامل شرکت رسانه آموزشی رینولدز FableVision فعالیت می کند.
او در کالج هنر ماساچوست و کالج ایالتی فیچبرگ حضور یافت و در آنجا جایزه دانشجوی سال ارتباطات را در سال ۱۹۸۳ دریافت کرد، جایزه تقدیر از فارغ التحصیلان در سال ۱۹۹۹ و عنوان دکتر Litterarum Humanarum  (L.H.D) را دریافت کرد. در سال ۲۰۰۷ به دلیل "کمک های قابل توجه خود در آموزش و پرورش و هنر".
رینولدز بیشتر به خاطر کتاب‌های کودکانش درباره «یادگیری معتبر، خلاقیت و بیان خود»، از جمله ستاره شمالی، ایش، نقطه، و تعداد کمی از من شناخته می‌شود.کتاب نقطه منتشر شده توسط Candlewick Press، به بیش از بیست زبان و همچنین به خط بریل منتشر شده است، و برنده جوایز متعددی از جمله جایزه Oppenheim Platinum Toy Award، Borders Books' Original Voices 2003 ، شده است.  و مدال کریستوفر ، و همچنین مدال تعالی کارنگی انجمن کتابخانه آمریکا  در سال ۲۰۰۵ برای اقتباس انیمیشنی کتاب. 
رینولدز همچنین مجموعه‌ای از کتاب‌ها را برای کودکان خردسال بر اساس شخصیت «SugarLoaf» منتشر کرده است. منتشر شده توسط Simon & Schuster، دو کتاب اول از این مجموعه با عنوان My Very Big Little World و The Best Kid in the World. 
کار انتشاراتی برنده جایزه رینولدز همچنین شامل مجموعه پرفروش جودی مودی نوشته مگان مک دونالد، کوچه و تونل هاگزی گود اثر النور استس، مجموعه فاج جودی بلوم، و کتاب های الیویا کلیوی الن پاتر است. همکاری او با آلیسون مک‌گی به نام Someday دو ماه در فهرست پرفروش‌ترین کتاب‌های نیویورک تایمز برای کتاب‌های کودکان بود.
رینولدز علاوه بر کتاب‌های کودکانش، فیلم‌های کوتاه انیمیشن برنده جایزه، کفش آبی  و زندگی برای همیشه،  و همچنین اقتباس‌های سینمایی از کتاب‌های خود، "نقطه" و "ایش" را نیز خلق کرد.
او به همراه مدل و فعال بورکینابی، جورجی بدیل، «شاهزاده آب» را خلق کرده است که داستان زادگاه بدیل یعنی نیاز بورکینافاسو به سفره های زیرزمینی را روایت می کند. این کتاب در بهار ۲۰۱۶ منتشر شد.
رینولدز در ددهام، ماساچوست زندگی می‌کند و یکی از مالکان کتاب‌فروشی خانواده‌اش، کتاب‌فروشی بانی آبی، و بنیان‌گذار گروه احیای مدنی دایره میدان ددهام است.

## آثار
- پسری که کلمه جمع می‌کرد
- خودت باش!
- معجزه‌ی کلمات
- بساز و بتاز
- چیزی بگو!
- بیا خیال ببافیم
- باغ رز
- میز خانه‌ی ما
- میز خانه‌ی ما
- رویاپرداز شادمان

## مراجع
1. ↑  English, Bella (November 12, 2007). "Make way for Rose". The Boston Globe. Archived from the original on 8 February 2012. Retrieved 2008-01-08.
2. ↑  Brody, Samantha (December 2007). "Inspire the Artist Within: Author, illustrator, and educator Peter H. Reynolds talks about motivating kids to do great things". Parent & Child/Scholastic. Archived from the original on 2013-02-16. Retrieved 2008-01-08.
3. 1 2  Brody, Samantha (December 2007). "Inspire the Artist Within: Author, illustrator, and educator Peter H. Reynolds talks about motivating kids to do great things". Parent & Child/Scholastic. Archived from the original on 2013-02-16. Retrieved 2008-01-08.
4. 1 2 3  English, Bella (November 12, 2007). "Make way for Rose". The Boston Globe. Archived from the original on 8 February 2012. Retrieved 2008-01-08.
5. ↑  Peter H. Reynolds
6. ↑  "Alumni Association: Awards". Fitchburg State College. Archived from the original on 2005-03-12. Retrieved 2008-01-10.
7. ↑  «News About Peter H. Reynolds». بایگانی‌شده از اصلی در ۲۳ ژوئیه ۲۰۲۰. دریافت‌شده در ۱۶ نوامبر ۲۰۲۳.
8. ↑  Graham, Jonathan. Hard Work Rewarded at FSC. Sentinel and Enterprise; Fitchburg, MA. May 20, 2007.
9. ↑  Bookreporter.com - 2003 Borders Original Voices Award Finalists بایگانی‌شده  در ۲۰۰۸-۰۱-۰۵ توسط Wayback Machine
10. ↑  Pub & Artists - Borders - Books, Music and Movies بایگانی‌شده  در ۲۰۰۷-۱۲-۲۱ توسط Wayback Machine
11. ↑  "The 2004 Christopher Award Winners". The Christophers, Inc. Retrieved 2008-01-10.[پیوند مرده]
12. ↑  "Past Recipients of the Carnegie Medal for Excellence in Children's Video". American Library Association. Retrieved 2008-01-10.
13. ↑  Simon & Schuster: My Very Big Little World: A SugarLoaf Book (Hardcover)
14. ↑  "Best Sellers: Children's Books". New York Times. April 15, 2007. Retrieved 2008-01-10.
15. ↑  "Best Sellers: Children's Books". New York Times. May 13, 2007. Retrieved 2008-01-10.
16. ↑  "Once Upon a Napkin...The Blue Shoe". Animation World Magazine. April 1, 1998. Archived from the original on October 24, 2007. Retrieved 2008-01-10.

## پیوست بیرونی
- Official Peter H. Reynolds Website
- FableVision
- FableVision Learning K12 Publishing
- FableVision Studios multimedia development
- The Blue Bunny Book Sh